# Synema ornatum
Synema ornatum es una especie de araña cangrejo del género Synema, familia Thomisidae, orden Araneae.

## Distribución
Esta especie se encuentra en Europa: Hungría, Albania, Ucrania, Rusia y Azerbaiyán.

## Taxonomía
Fue descrita por Thorell en 1875.
Tratamiento taxonómico
La especie aparece registrada y publicada en Verzeichniss südrussischer Spinnen. Horae Societatis Entomologicae Rossicae 11: 39–122.